# Burrasca in mare
La burrasca in mare conosciuto anche come i santi Marco, Giorgio e Nicola liberano Venezia dai demoni  è una pittura a olio tela di Jacopo Palma il Vecchio, datato presumibilmente intorno al 1528 e conservato nella pinacoteca del Gallerie dell'Accademia di Venezia. Parte del disegno fu completato nel 1535 da Paris Bordon dopo la morte del Negretti.

## Storia descrizione e stile
Il dipinto era stato commissionato all'artista bergamasco dalla scuola Grande di San Marco per la sala dell'Albergo, e faceva parte di un ciclo pittorico che doveva raccontare le storie di san Marco, ciclo che era stato commissionato dai rettori della congregazione ad artisti diversi.

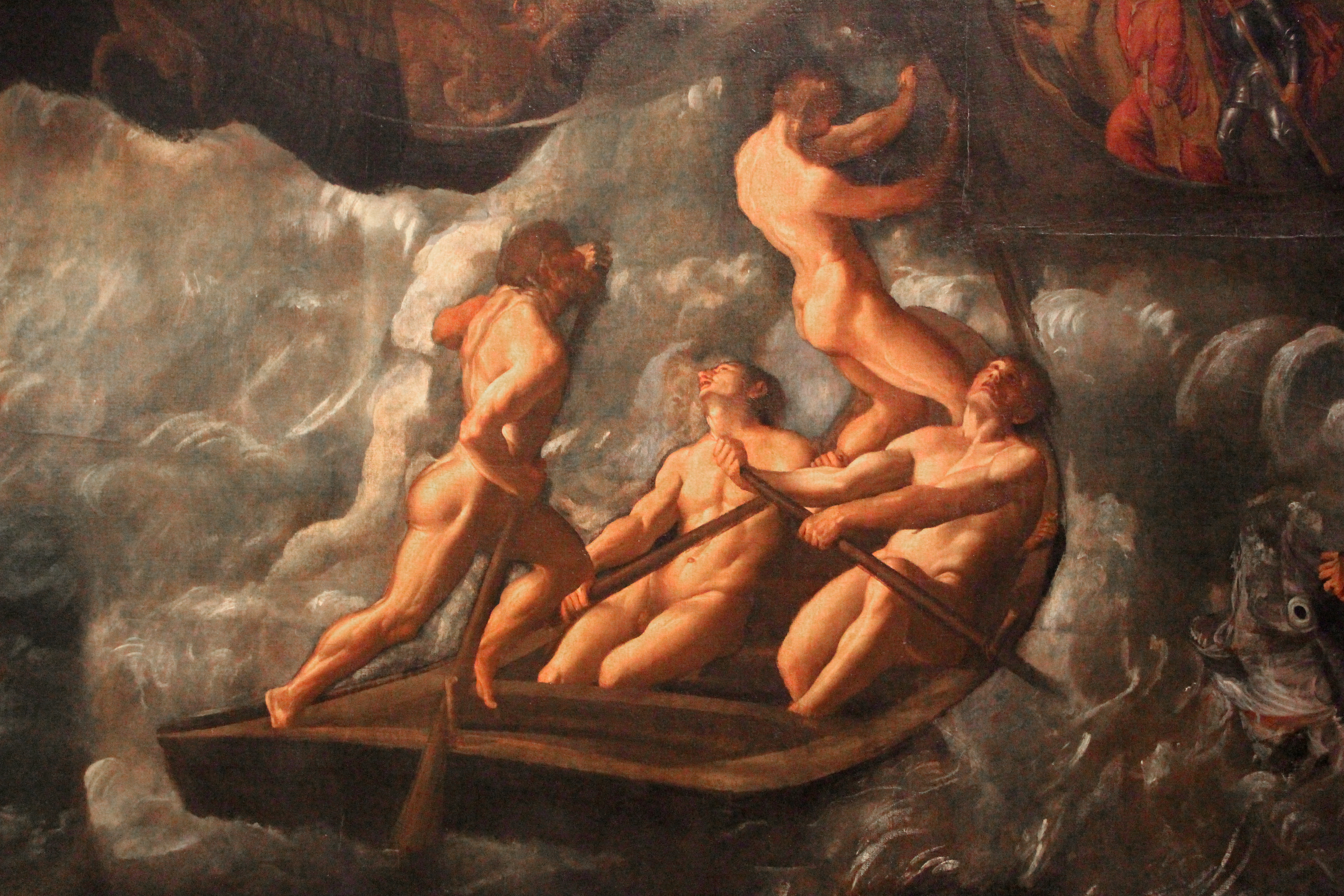
Burrasca in mare-particolare

Il dipinto inizialmente fu commissionato a Giovanni Mansueti, ma dopo la sua morte avvenuta nel 1527 al Negretto che era confratello della scuola dal 1513 fino alla sua morte avvenuta nel 1528. Inizialmente fu considerato da Giorgio Vasari un lavoro del Giorgione, per essere poi definitivamente assegnato al Negretti che probabilmente non riuscì a ultimarlo venendo poi terminato nel 1534 dal Bordon nella raffigurazione della barca. Alcune parti della tela non sono quindi opera del Negretti, oltre alla barca del vecchio pescatore, si considera che nel 1830, quando l'opera fu esposta per la prima volta, venne completata con il pesce di san Pietro posto a sinistra della tela da Sebastiano Santi. Questa parte risultava mancante forse per la presenza di una porta.
Il ciclo, come molte altre opere, con le soppressioni napoleoniche di fine Settecento, e la conseguente chiusura della grande scuola, fu smembrato e le tele collocate in postazioni differenti.
L'opera racconta l'episodio della Leggenda del pescatore e dei tre santi avvenuto il 25 febbraio 1341 quando una piccola barca con quattro uomini affrontò la grande nave dei diavoli che voleva distruggere la città lagunare. La tradizione racconta di un vecchio pescatore che si trovava nascosto sotto di un ponte nella località poi diventata Terranova, per ripararsi dalla terribile tempesta che imperversava sul mare, quando fu avvicinato da un uomo che gli chiese di traghettarlo verso l'isola di San Giorgio. Ai due si unì un secondo personaggio e poi un terzo che si fecero riconoscere nei santi Maro, Giorgio e Nicola protettori della città. Si manifestò allora nel mare in tempesta, una grande nave carica di diavoli che i tre santi affondarono di fronte al porto cittadino. San Marco consegnò al pescatore un anello da donare poi al doge.
L'episodio trova la sua soluzione nel dipinto successivo: Consegna dell'anello al doge eseguito da Paris Bordon conservato sempre nelle gallerie dell'accademia.